# Кевин Вимер
Кевин Вимер (Велс, 15. новембар 1992) је аустријски фудбалер, који тренутно игра за Тотенхем хотспур.